# 亚得里亚板块

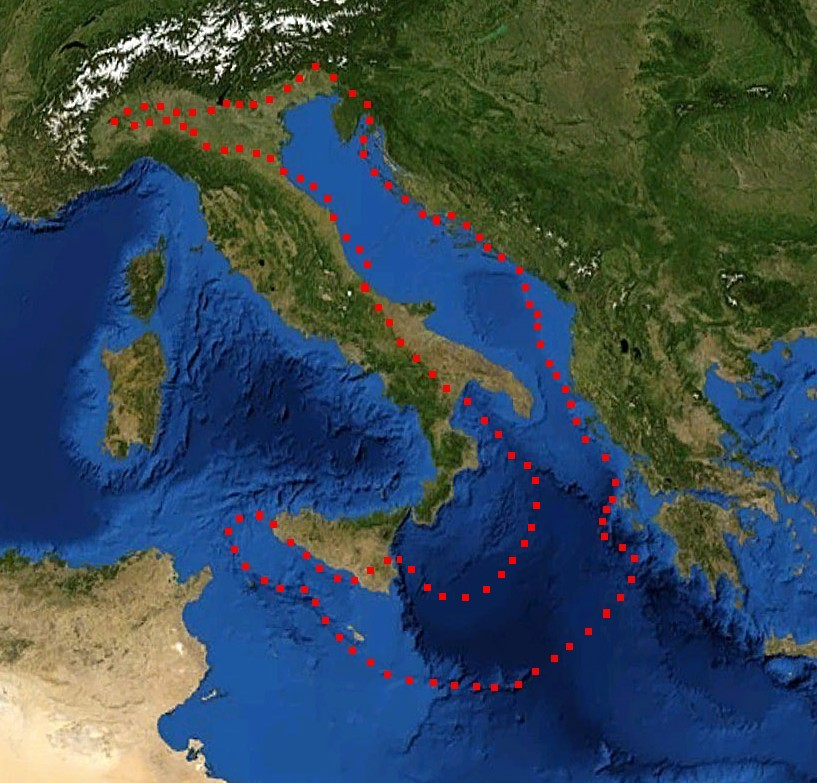
亚得里亚板块的边界

亚得里亚板块是一个小构造板块，主要是从非洲板块上沿一个大转形断层在白垩纪脱落下来的陆壳。亚得里亚板块北部在阿尔卑斯造山运动期间变形，亚得里亚板块与欧亚板块发生陆-陆碰撞。
亚得里亚板块仍独立于欧亚板块向北偏东方向运动，带少量逆时针旋转。分隔两者的断层区是途经阿尔卑斯山的环亚得里亚海缝合带。研究发现，欧亚陆壳不仅在变形，还在某些区域侵入亚得里亚板块下方，这是板块构造学中一个不寻常的情况。非洲板块的洋壳也潜没到意大利半岛西岸和南岸外的亚得里亚板块下，创造出从海床抬升出来并延伸到陆地上、包含各种碎片的后滨阶地。这潜没还造出了南意大利的诸多火山。
意大利半岛东部、斯洛文尼亚、克罗地亚、马耳他和亚得里亚海沿岸位于亚得里亚板块上。中生代沉积岩主要形成石灰岩，形成南石灰岩山脉。